# Stefano III di Napoli
Stefano III di Napoli (... – Napoli, 832) fu duca di Napoli dall'821 all'832.
Nipote del duca e vescovo Stefano II, succedette al duca di Napoli Teodoro II nell'821. La sua elezione al ducato di Napoli portò nuove minacce da parte dei Longobardi di Benevento, e la lotta con gli scomodi vicini si fece sempre più costante, a tal punto che per imbastire una tregua i Longobardi di Benevento si fecero consegnare come ostaggi la madre e due figlie. Nel marzo dell'832 i Longobardi non potendo avere la meglio sul ducato napoletano riuscirono a comprare alcuni traditori per fare assassinare il duca, tra questi vi fu Bono (futuro duca), che fu a capo della congiura contro Stefano II: mentre si discuteva davanti agli ambasciatori mandati da Sicone, Stefano fu aggredito a tradimento e ammazzato.